# Klifi Daepo Džusangdžoli
Klifi Daepo Džusangdžoli (korejsko 주상절리대; RR: Jusangjeollidae) je vulkanska kamnita formacija na južni obali otoka Čedžu v Južni Koreji. Ime je dobila po džusangdžoli, korejskem izrazu za stebrasto obliko.
Klif je nastal, ko je lava iz otoškega vulkana Hallasan stekla v morje Džungmun. Lava je oblikovala številne skale, ki spominjajo na stebre geometrijskih oblik. 6. januarja 2005 so bili klifi razglašenw za naravni spomenik št. 443.
Kraj je zdaj priljubljena turistična atrakcija. Tam je slikovit, 20 m visok klif, ki je priljubljen za opazovanje in ribolov.